# کلینزویل (ایلینوی)
کلینزویل، ایلینوی (به انگلیسی: Collinsville, Illinois) یک شهر در ایالات متحده آمریکا با جمعیت ۲۴٬۷۰۷ نفر است که در ایلی‌نوی واقع شده‌است.

## موقعیت جغرافیایی
موقعیت جغرافیایی شهرها و مناطق اطراف به شرح زیر است: